# MSCDEX

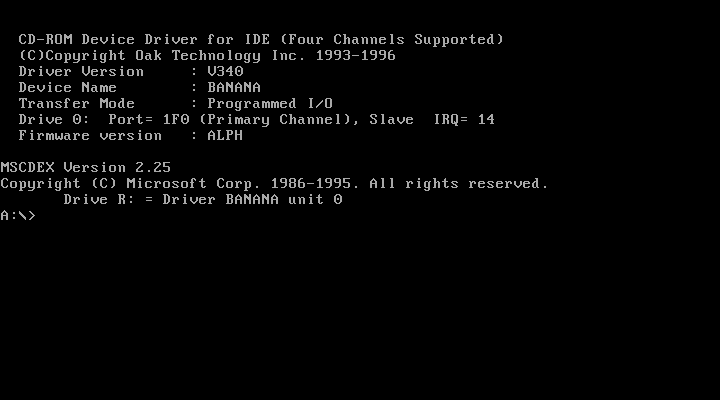

MSCDEX(Microsoft MS-DOS CD-ROM Extensions, 마이크로소프트 MS-DOS CD-ROM 확장)는 마이크로소프트가 제공하는 소프트웨어 프로그램이며 MS-DOS 6.x 및 마이크로소프트 윈도우의 특정 버전에 포함되어 있다. 초기 버전의 MSCDEX는 MS-DOS 3.1을 시작으로 설치 가능한 추가 기능으로 존재했다.
도스 프로그램이 CD-ROM을 인식하고 읽고 제어할 수 있게 하는 드라이버 실행 파일이다. 이 프로그램은 올바른 CD-ROM 장치 드라이버를 CONFIG.SYS에서 미리 로드할 것을 요구한다. (이를테면 oakcdrom.sys) 이 프로그램은 32 비트 버전의 CDFS로 치환되었던 윈도우 95까지 쓰였다.
마지막으로 나온 버전은 2.23이다.

## 같이 보기
- 도스 명령어 목록